# Stauronereis mossambica
Stauronereis mossambica är en ringmaskart som beskrevs av Hartmann-Schröder 1974. Stauronereis mossambica ingår i släktet Stauronereis och familjen Dorvilleidae. Inga underarter finns listade i Catalogue of Life.